# Kościół na Wzgórzu w Sighișoarze

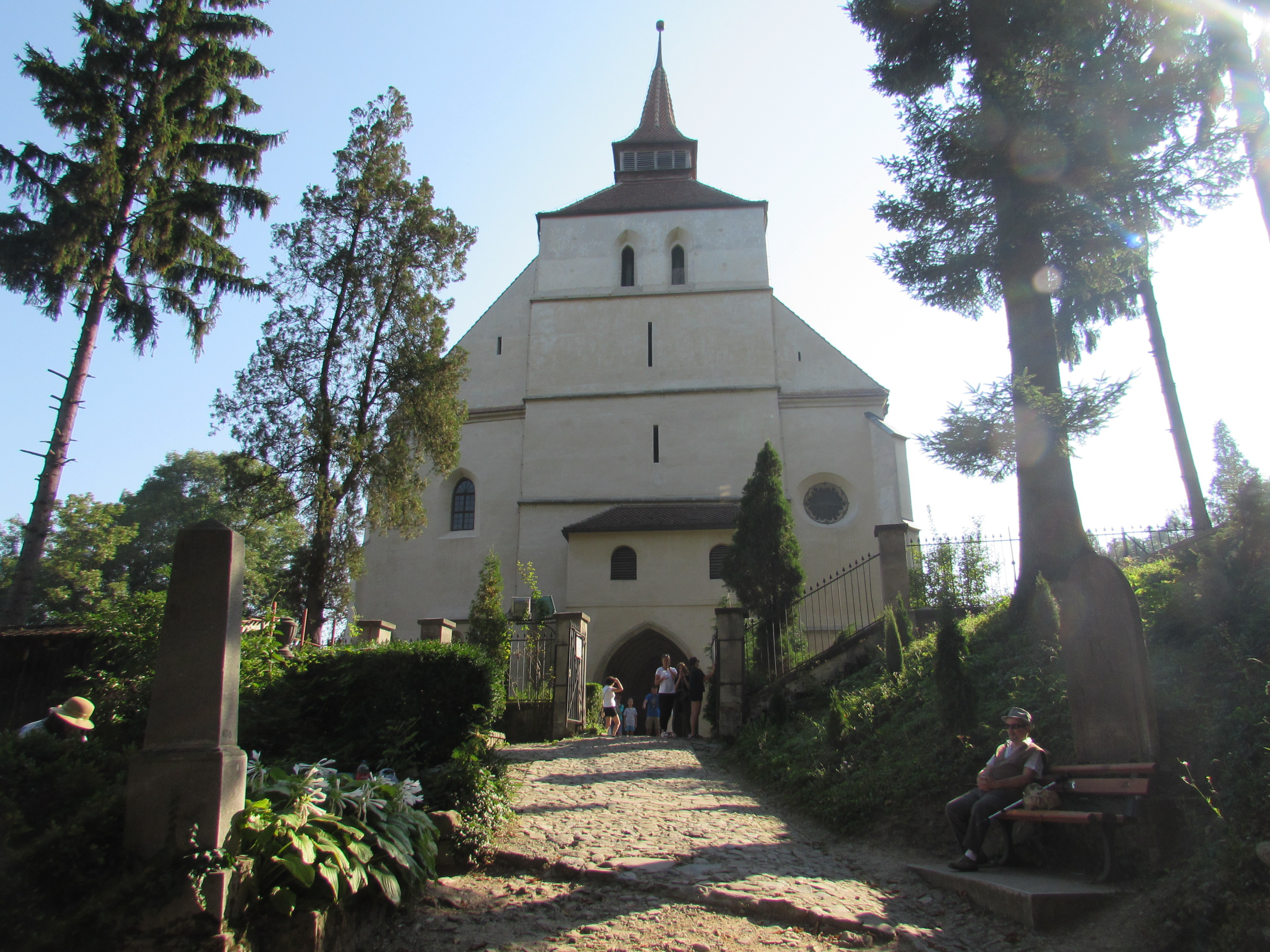
Kościół na Wzgórzu

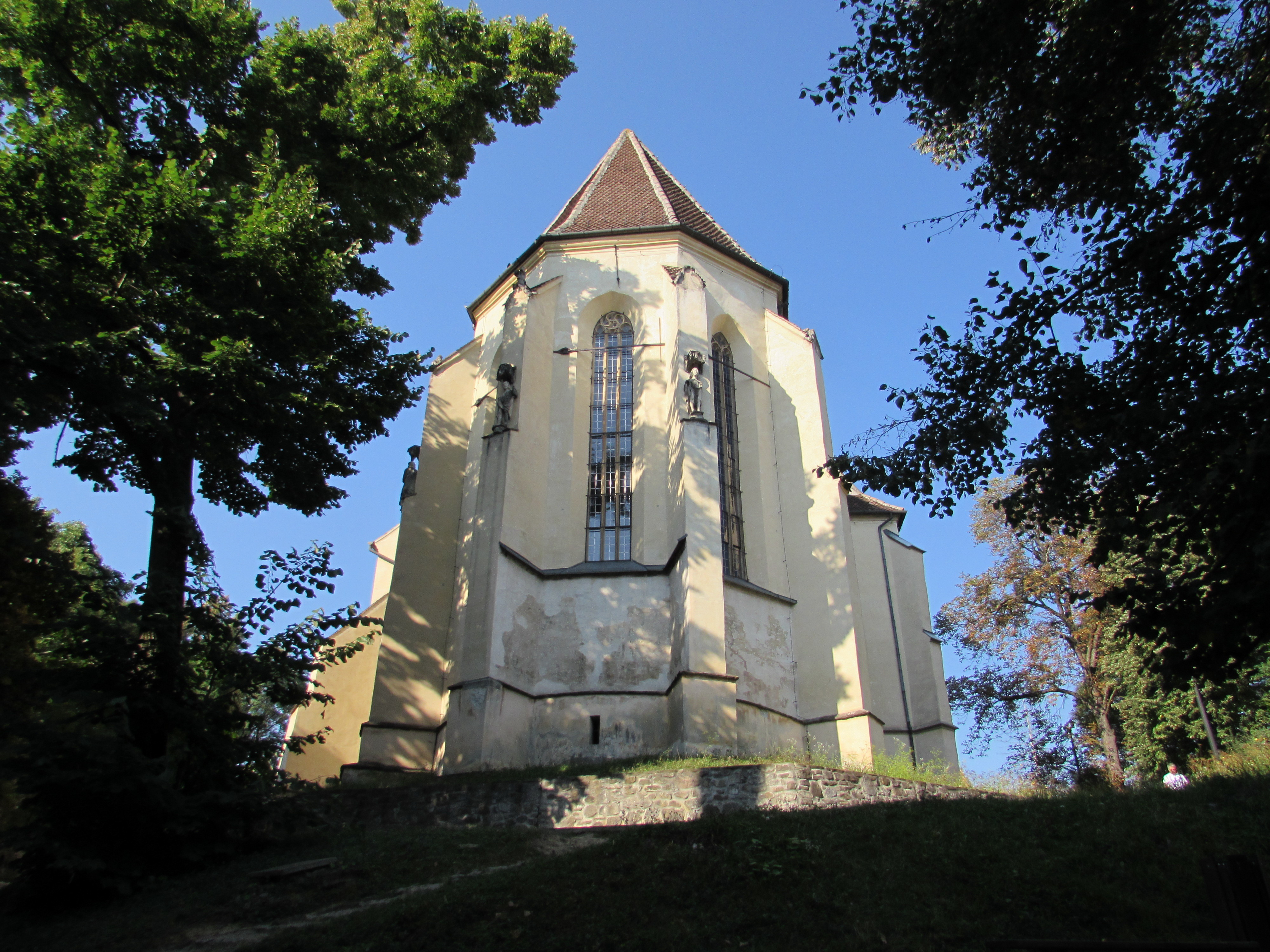
Kościół na Wzgórzu od strony prezbiterium

Kościół na Wzgórzu (rum. Biserica Din Deal, niem. Bergkirche) – pierwotnie katolicki, później luterański kościół stojący na szczycie Wzgórza Szkolnego (429 m n.p.m.) przy ul. Dealul Școlii 7 w mieście Sighișoara w Rumunii. Jeden z czołowych przykładów gotyckiej architektury sakralnej w Rumunii.
Powstawał w kilku etapach. Nie wiadomo, kiedy dokładnie rozpoczęto jego wznoszenie. Na początku XIII w. istniał tu już jednak niewielki, murowany kościółek jednonawowy z półokrągłą apsydą. Ok. roku 1300 wybudowano tu trójnawową bazylikę z masywną wieżą od strony zachodniej, której prezbiterium objęło swymi murami pierwotną budowlę.Pierwsze pisemne poświadczenie istnienia kościoła pochodzi z 1345 r. W dokumencie króla Węgier Ludwika I Wielkiego znajduje się stwierdzenie, że lud Sighișoary jest mu wierny i że buduje kościół pod wezwaniem św. Mikołaja.
W latach 1429–1483 bazylikę przebudowano w duchu późnego gotyku na konstrukcję halową. Portal północny z herbem miasta pochodzi z 1495 roku. Ok. 1500 r. miał miejsce ostatni etap przebudowy, kiedy to dobudowano zakrystię i zachodni portyk ze schodami. Prezbiterium ukończono w 1520 roku. Południowy portyk z przedsionkiem pochodzi z roku 1525. Przy głównym wejściu do kościoła widoczny jest napis w języku łacińskim: „Dzieło ukończono z Bożą pomocą w 1488 r., kiedy w dniu św. Gerarda (23 września) ciężki śnieg spadł, łamiąc drzewa owocowe”. Na drewnianych drzwiach widnieje napis "W.R.U.B 1495" (Wladislaw Rex Ungarie et Bohemiae 1495), z herbem królewskim po lewej stronie i herbem Sighișoary po prawej.
Freski wewnętrzne malowano prawdopodobnie w dwóch etapach: 1483 i 1488. Malowidła z 1483 r. (prezbiterium i łuk tęczy) są prawdopodobnie autorstwa Valentinusa Pictora (późniejszego burmistrza miasta w 1490 r.). Autorem czterech malowideł z 1488 r. w lewej nawie bocznej, przedstawiających sceny pasyjne (Biczowanie, Cierniem koronowanie, Sąd Piłata, Obnażenie z szat) jest, podobnie jak wspomnianego wyżej napisu z 1488 r., Austriak Jacob Kendlinger von St. Wolfgang (z Salzburga). Kościół pierwotnie funkcjonował jako katolicki. Po przejściu mieszkańców miasta na luteranizm (w 1547 r.) stał się ich kościołem parafialnym, a freski zostały zamalowane. Te z nich, które nie zostały bezpowrotnie zniszczone, odsłonięto częściowo przy okazji pierwszego remontu kościoła (1934), a całkowicie przy okazji drugiego remontu (1992-2003).
W prezbiterium świątyni znajduje się ołtarz przeniesiony z kościoła w Șaeș. Ołtarz w nawie bocznej pochodzi z kościoła w Cund. Najcenniejszym ołtarzem jest późnogotycki poliptyk z ok. 1520 r., poświęcony św. Marcinowi, który pierwotnie znajdował się w Kościele Klasztornym. Przypisywany jest on Janowi Stwoszowi (synowi Wita Stwosza).
Pod łukiem tęczowym znajduje się chrzcielnica pochodząca z Kościoła Klasztornego. Nie wiadomo, kto ją wykonał, ale rok jest znany dzięki inskrypcji „A.D. MCCCCLXXX" (Anno Domini 1480). Cennymi elementami wyposażenia są także kamienna ambona z 1480 r., kamienne sakramentarium po północnej stronie prezbiterium z 1500 r., uznawane za wiodące dzieło dekoracyjnej rzeźby w XV-wiecznej Transylwanii oraz drewniane stalle po północnej stronie prezbiterium z 1523 r. – dzieło Johannesa Reichmutha. W przedsionkach naw bocznych znajdują się tarcze herbowe króla Macieja Korwina i jego żony Beatrycze, księcia Stefana Batorego oraz króla Władysława III. Pod sklepieniem wieży umieszczono 14 płyt nagrobnych.
Kościół był remontowany dwukrotnie: pierwszy raz w 1934 r., a drugi w latach 1992-2003 (ze środków Fundacji Messerschmitta w Niemczech i Ministerstwa Kultury i Wiary Rumunii). Drugi remont został nagrodzony Wielką Nagrodą Unii Europejskiej w dziedzinie Dziedzictwa - nagrodą stowarzyszenia „Europa Nostra” (2005).